# Maria Bethânia
Maria Bethânia Viana Teles Veloso, conosciuta semplicemente come Maria Bethânia (Santo Amaro da Purificação, 18 giugno 1946), è una cantautrice brasiliana.
È sorella di Caetano Veloso. Nella storia musicale del suo paese è tra i primi dieci artisti di ogni tempo, in termini di vendite, con oltre 26 milioni di dischi, e la terza donna, dopo Rita Lee e Xuxa.

## Biografia
Il suo debutto sul palcoscenico è avvenuto nel 1963, a Salvador, con l'interpretazione di un samba di Ataulfo Alves nell'opera teatrale Boca gioca de Ouro di Nelson Rodrigues.
Nel 1964, Maria Bethânia e altri aspiranti musicisti - suo fratello Caetano Veloso, Gilberto Gil, Gal Costa, Tom Zé - hanno allestito lo spettacolo Nós por exemplo a Salvador. Bethânia aveva solo 19 anni quando ricevette un invito dal regista teatrale Augusto Boal a sostituire Nara Leão nello spettacolo antologico a Rio de Janeiro. Già nella prima presentazione, la baiana ha affascinato la platea carioca interpretando Carcará, di João Do Vale e José Cândido. Nello stesso anno ha inciso il suo primo disco e ben presto è stata soprannominata "l'ape regina della MPB".
Bethânia è stata la prima cantante donna brasiliana a raggiungere il traguardo di 1 milione di dischi venduti, con l'album Alibi, nel 1978.
Nel 1980 recita nel ruolo di se stessa nella telenovela: Agua Viva.
Maria Bethânia ha pubblicato in tutto oltre 30 album, che ha condiviso con alcuni grandi nomi della MPB, come Edu Lobo, Chico Buarque, Gilberto Gil e Gal Costa, oltre a Caetano Veloso. Nel 2002, ha pubblicato l'attesissimo CD Maricotinha Live. Nel 2003 sono usciti il DVD live Maricotinha e il CD e Canções, preces, súplicas à senhora dos jardins do céu.
Nel 2003, Bethânia ha creato il sigillo Quitanda, in collaborazione con Kati Almeida Braga, con il quale ha pubblicato il CD Brasileirinho. Nel 2005, ha lanciato Que falta você me faz, un omaggio al poeta Vinícius de Moraes, in DVD, e Tempo, tempo, tempo, tempo. Nel 2006, il Quitanda ha presentato Profumo, Georges Gachot un documentario che illustra il processo creativo della cantante.

## Vita privata
Il suo primo compagno è stato Augusto Boal; in seguito Maria Bethânia è stata per un breve periodo sentimentalmente legata a Fábio Jr., come da lei rivelato nel 2019. Nel 2017 ha sposato la stilista Gilda Midani. 

## Omaggi
- Caetano Veloso, suo fratello, le ha dedicato la canzone Maria Bethania.

## Giudizi
Ha scritto Gildo De Stefano: 
(Saudade Bossa Nova, Firenze 2017)

## Discografia

Maria Bethânia nel 1966.

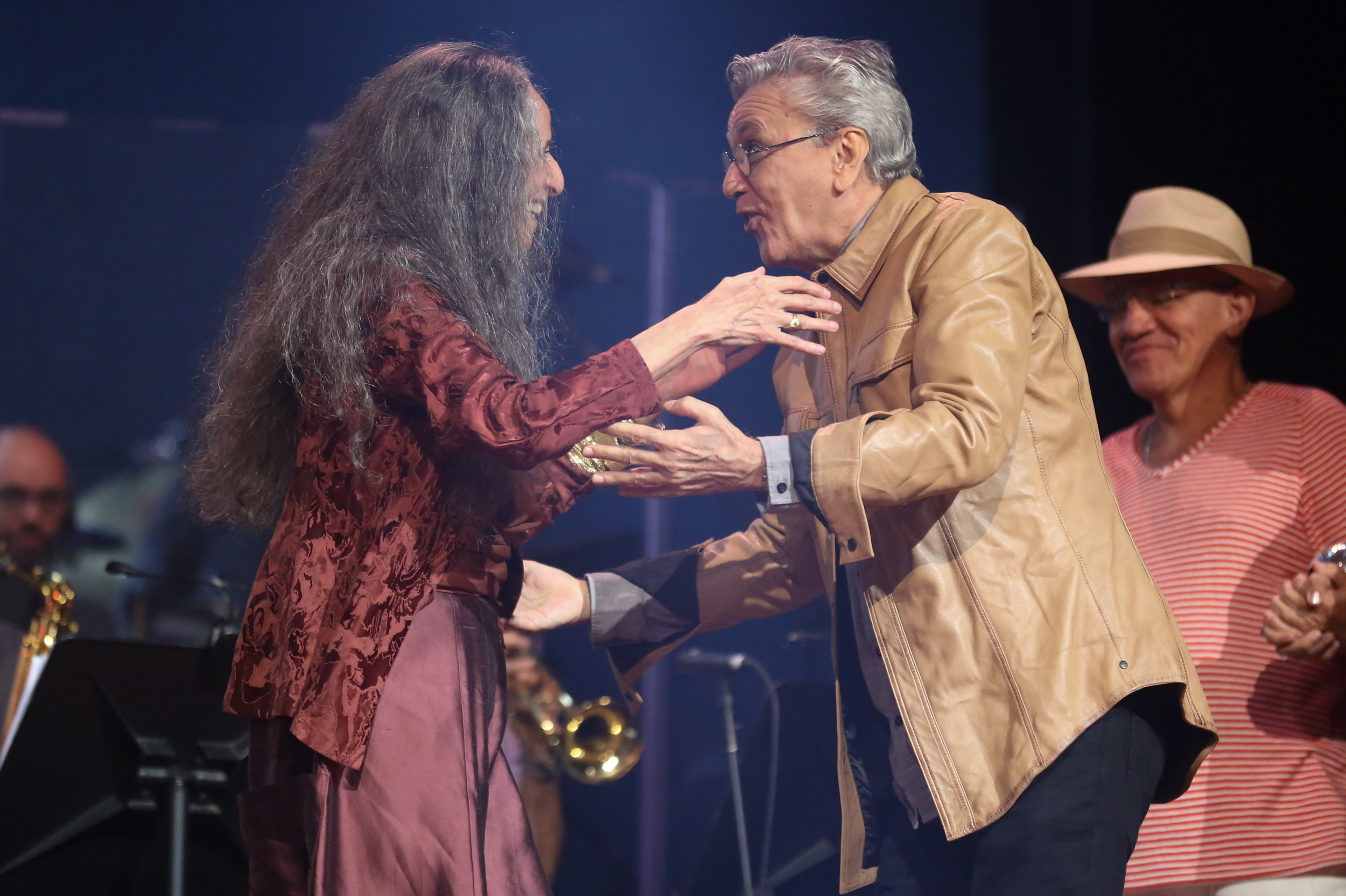
Maria Bethânia e Caetano Veloso, 2015

### Album in studio
- 1965 - Maria Bethânia - Sony BMG/RCA
- 1966 - Maria Bethânia canta Noel Rosa - Sony BMG/RCA
- 1967 - Edu e Bethânia - Universal Music/Elenco
- 1969 - Maria Bethânia - EMI
- 1971 - A tua presença... - Universal Music/Philips/Polygram
- 1971 - Vinicius + Bethânia + Toquinho - en La Fusa (Mar de Plata) - RGE
- 1972 - Drama - Universal Music/Philips/Polygram
- 1976 - Pássaro proibido - Universal Music/Philips/Polygram
- 1977 - Pássaro da manhã - Universal Music/Philips/Polygram
- 1978 - Álibi - Universal Music/Philips/Polygram
- 1979 - Mel - Universal Music/Philips/Polygram
- 1980 - Talismã - Universal Music/Philips/Polygram
- 1981 - Alteza - Universal Music/Philips/Polygram
- 1983 - Ciclo - Universal Music/Philips/Polygram
- 1984 - A beira e o mar - Universal Music/Philips/Polygram
- 1987 - Dezembros - Sony BMG/RCA
- 1988 - Maria - Sony BMG/RCA
- 1989 - Memória da pele - Universal Music/Polygram
- 1990 - 25 anos - Universal Music/Polygram
- 1992 - Olho d'água - Universal Music/Polygram
- 1993 - As canções que você fez pra mim - Universal Music/Polygram
- 1993 - Las canciones que hiciste para mí -  Philips-PolyGram
- 1996 - Âmbar - EMI
- 1999 - A força que nunca seca - Sony BMG
- 2001 - Maricotinha - Sony BMG
- 2003 - Cânticos, preces, súplicas à Senhora dos jardins do céu na voz de Maria Bethânia - Sony BMG/Biscoito Fino
- 2003 - Brasileirinho - Quitanda
- 2005 - Que falta você me faz - Músicas de Vinicius de Moraes - Biscoito Fino
- 2006 - Pirata - Quitanda
- 2006 - Mar de Sophia - Biscoito Fino
- 2007 - Omara Portuondo e Maria Bethânia - Biscoito Fino
- 2009 - Encanteria - Quitanda
- 2009 - Tua - Biscoito Fino
- 2012 - Oásis de Bethânia - Biscoito Fino
- 2014 - Meus quintais - Biscoito Fino
- 2019 - Mangueira - a menina dos meus olhos - Biscoito Fino

### Album live
- 1968 - Recital na boite barroco - EMI
- 1970 - Maria Bethânia: Ao vivo - EMI
- 1971 - Rosa dos ventos: Ao vivo - Universal Music/Philips/Polygram
- 1973 - Drama 3º ato - Universal Music/Philips/Polygram
- 1974 - Cena muda - Universal Music/Philips/Polygram
- 1975 - Chico Buarque & Maria Bethânia ao vivo - Universal Music/Philips/Polygram
- 1976 - Doces bárbaros - Universal Music/Philips/Polygram
- 1978 - Maria Bethânia e Caetano Veloso - ao vivo - Universal Music/Philips/Polygram
- 1982 - Nossos momentos - Universal Music/Philips/Polygram
- 1995 - Maria Bethânia: Ao vivo - Universal Music/Polygram
- 1997 - Imitação da vida - EMI
- 1998 - Diamante verdadeiro - Sony BMG
- 2002 - Maricotinha: Ao vivo - Biscoito Fino
- 2007 - Dentro do mar tem rio - Biscoito Fino
- 2010 - Amor, festa, devoção - Biscoito Fino
- 2012 - Noite luzidia - Biscoito Fino
- 2013 - Carta de amor - Biscoito Fino
- 2015 - Brasileirinho ao vivo - Biscoito Fino
- 2016 - Tempo, tempo, tempo, tempo - Biscoito Fino
- 2016 - Abraçar e agradecer - Biscoito Fino